# FK Ústí nad Labem
FK Ústí nad Labem este un club de fotbal din Ústí nad Labem, Republica Cehă.

## Foste nume
- 1945 - SK Ústí nad Labem
- 1947 - SK Slavia Ústí nad Labem
- 1949 - Sokol Armaturka Ústí nad Labem
- 1950 - ZSJ Armaturka Ústí nad Labem
- 1953 - DSO Spartak Ústí nad Labem
- 1962 - TJ Spartak Ústí nad Labem
- 1977 - TJ Spartak Armaturka Ústí nad Labem
- 1983 - TJ Spartak PS Ústí nad Labem
- 1984 - TJ Spartak VHJ PS Ústí nad Labem
- 1991 - FK Armaturka Ústí nad Labem
- 1994 - FK GGS Arma Ústí nad Labem
- 1999 - Fusion mit FK NRC Všebořice
- 2001 - MFK Ústí nad Labem
- 2006 - FK Ústí nad Labem

## Lotul curent
| Nr. |          | Poziție | Jucător         |
| --- | -------- | ------- | --------------- |
| 1   | Cehia    | P       | Radek Porcal    |
| 2   | Cehia    | M       | Jan Martykán    |
| 3   | Cehia    | F       | Jiří Pimpara    |
| 4   | Cehia    | F       | Pavel Džuban    |
| 5   | Cehia    | F       | Michal Valenta  |
| 6   | Cehia    | F       | Milan Zachariáš |
| 7   | Slovacia | M       | Ladislav Benčík |
| 8   | Cehia    | F       | Tomáš Kaňa      |
| 9   | Cehia    | M       | Jan Franc       |
| 11  | Cehia    | M       | Zdeněk Volek    |

| Nr. |         | Poziție | Jucător          |
| --- | ------- | ------- | ---------------- |
| 12  | Cehia   | M       | Jaroslav Šmrha   |
| 13  | Cehia   | M       | Pavel Fousek     |
| 14  | Cehia   | M       | Pavel Karlík     |
| 15  | Cehia   | F       | Lukáš Dvořák     |
| 16  | Cehia   | A       | Martin Jindráček |
| 17  | Ucraina | M       | Pavlo Rudnytskiy |
| 18  | Cehia   | F       | Alois Hyčka      |
| 19  | Cehia   | A       | Richard Veverka  |
| 20  | Cehia   | P       | Radim Novák      |